# Football américain
Pour les articles homonymes, voir Football (homonymie) et American Football.

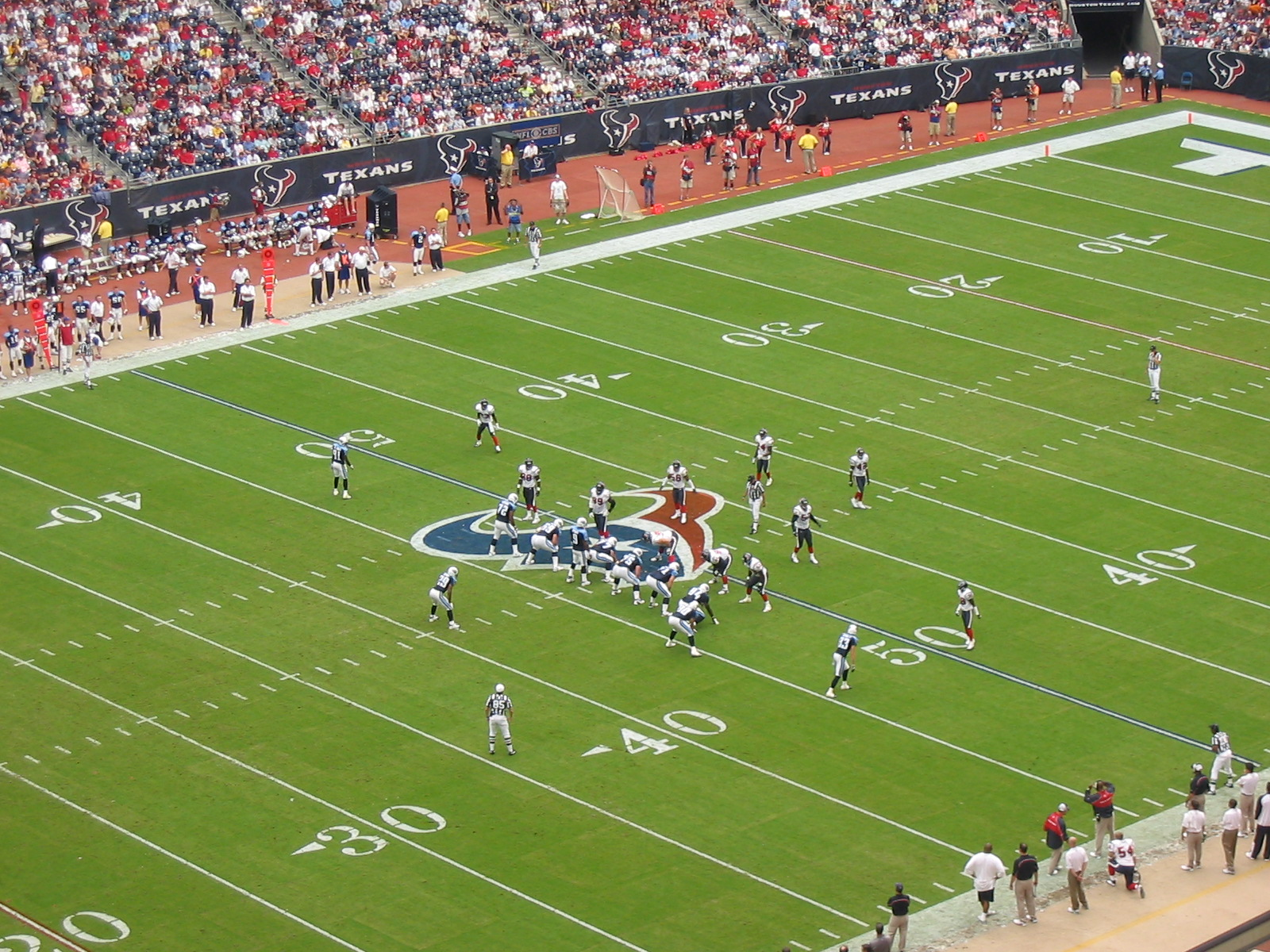
Les Titans du Tennessee et les Texans de Houston en formation avant un jeu.

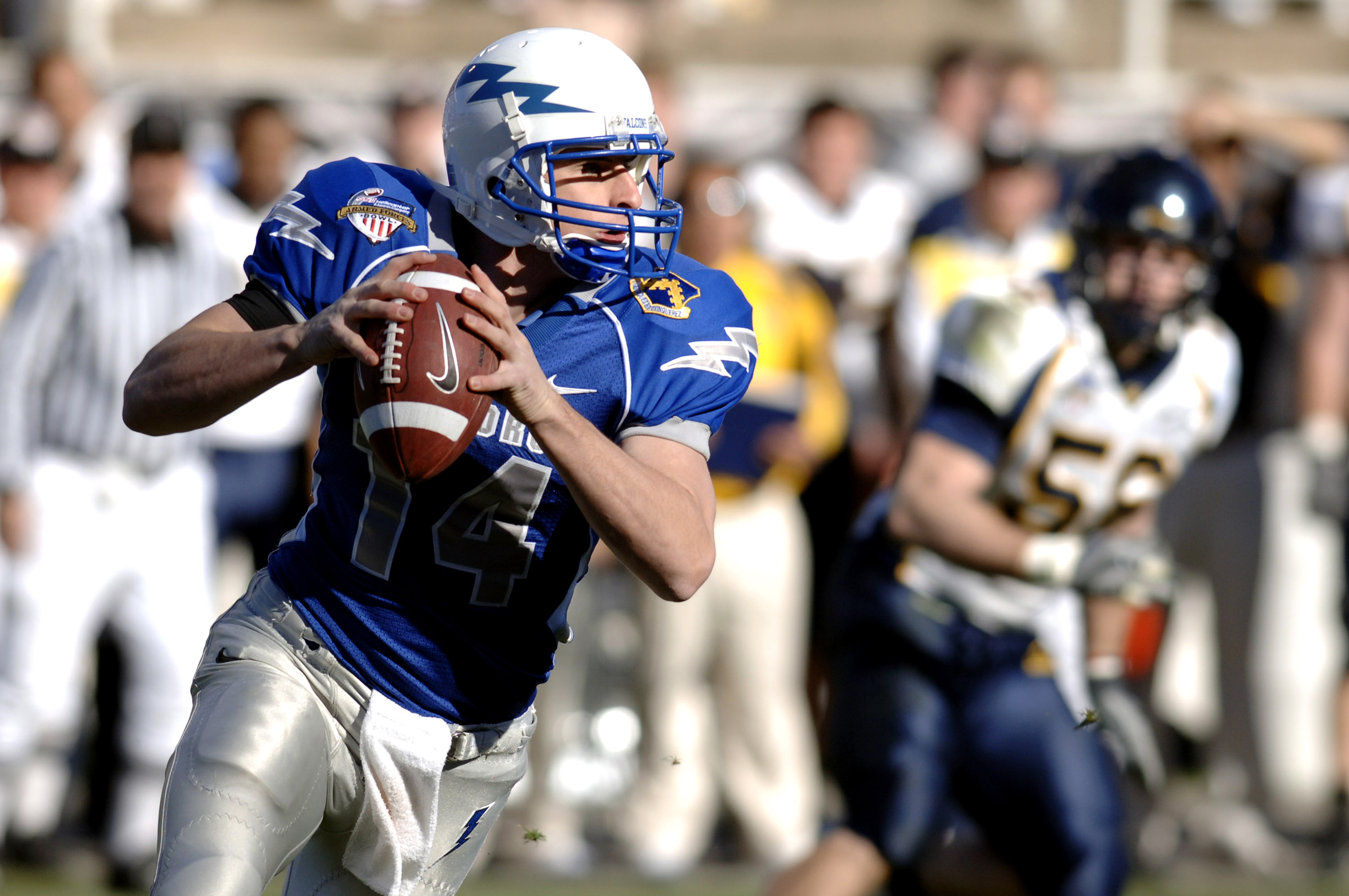
Le quarterback (quart-arrière) Shea Smith en action.

Le football américain est un sport collectif opposant deux équipes de onze joueurs qui alternent entre la défense et l'attaque.
Le but du jeu est de marquer des points en amenant le ballon dans la zone des buts adverse.
Pour conserver la possession, l'équipe attaquante doit parcourir au moins 10 yards (9,144 m) en quatre tentatives (une tentative est appelée un « down »). Dans le même temps, l'équipe en défense doit empêcher l'attaque d'atteindre cet objectif, dans le but de reprendre la possession du ballon. Si l'équipe attaquante valide 10 yards ou plus lors de sa possession, elle bénéficie de quatre nouvelles tentatives pour continuer à gagner du terrain. Sinon, la possession du ballon change de camp et les rôles, défense/attaque, s'inversent.
Les points peuvent être marqués de différentes façons : en franchissant la ligne de but avec le ballon, en lançant le ballon à un autre joueur situé de l'autre côté de la ligne de but, en plaquant le porteur du ballon de l'équipe adverse dans sa propre zone d'en-but (safety) ou en tirant au pied le ballon entre les poteaux du but adverse.
Le vainqueur est l'équipe ayant marqué le plus de points à la fin du match.
Aux États-Unis et au Canada, le football américain (ainsi que son pendant canadien) est simplement appelé football, le sport dénommé football dans le reste du monde y étant appelé soccer.

## Histoire
Le football américain descend du football association (soccer) et du rugby. Ces deux disciplines codifiées en Angleterre sont introduites en Amérique du Nord dès 1861 pour le football association (soccer) et en 1864 ou 1865 pour le rugby. Les premiers matchs de rugby joués sur le continent nord américain sont probablement disputés en 1864 à Toronto ou en 1865 à Montréal. Cette branche canadienne donnera naissance au football canadien.

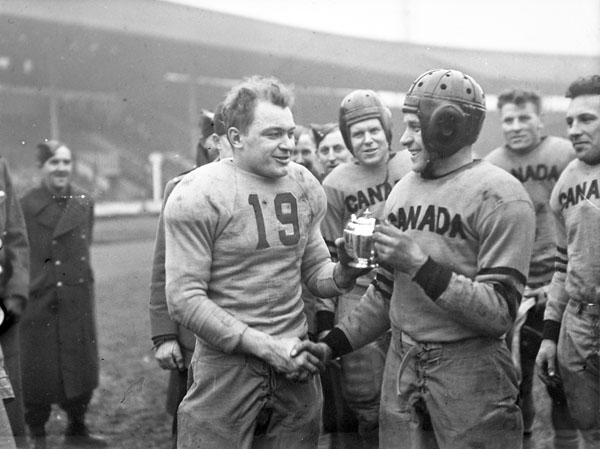
Frank Dombrowski (gauche) des États-Unis et Captain W. Drinkwater du Canada, capitaines et rivaux des équipes jouant un match Canada-États-Unis au White City Stadium de Londres le 14 février 1944.

Aux États-Unis, les équipes universitaires pratiquent aussi le rugby à XV et le football association (soccer). C'est d'ailleurs l'occasion de confusions. Ainsi, pendant longtemps, on considéra que le premier match de football américain se tint le 6 novembre 1869 : Rutgers s'impose 6-4 face au College of New Jersey (futur Princeton). Selon les recherches de l'historien Stephen Fox, ce match de New York Ball pourrait être un match de football association (soccer). Princeton et la NFL admettent désormais cette version.
Les Canadiens proposent aux Américains une rencontre universitaire en deux matches les 14 et 15 mai 1874 opposant les Montréalais de l'Université McGill aux étudiants de Harvard qui ne pratiquaient pas du tout le football. On joue un match (avec ballon ovale) selon les règles de McGill d'après le rugby anglais, et le jour suivant un match avec un ballon rond selon les règles dites de Boston, utilisées par Harvard. En effet, chaque école possède ses règlements propres, comme cela était également le cas en Europe quelques années plus tôt. Harvard adopte en 1875 comme règlement celui édicté par Yale, mais il s'agit toujours d'un mélange entre rugby et football association (soccer), nommé combination en Europe. Il faut attendre le 23 novembre 1876, et la fameuse Massasoit Convention, pour voir la mise en place de règles communes à plusieurs universités américaines. De fait, ils adoptent l'ensemble des règlements de la fédération anglaise de rugby à l'exception d'un détail, le comptage des points. Le football américain clairement différent de ses ancêtres reste encore à créer.
Entre 1880 et 1883, Walter Camp, entraîneur de Yale, modifie en profondeur les règles et l'esprit du jeu : réduction des joueurs de 15 à 11, réduction de la surface du terrain et introduction du scrimmage. Ces modifications de Walter Camp sont complétées par d'autres à la même période : une équipe doit rendre le ballon à l'adversaire si elle n'est pas parvenue à progresser de cinq yards en trois tentatives. Le football américain est né.
Les premiers joueurs professionnels sont recensés en 1892-1893 mais il faut attendre 1896 pour voir la première équipe composée exclusivement de joueurs professionnels : « Alleghany Athletic Association ». Un an plus tard, « Latrobe Athletic Association » est la première équipe à boucler une saison complète avec une formation composée exclusivement de joueurs professionnels (1897).

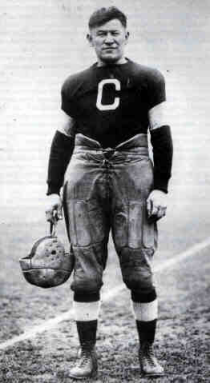
Jim Thorpe entre 1915 et 1920.

La première passe complétée date du 27 octobre 1906. Avant cette date, les passes en avant n'étaient pas autorisées.
La National Football League (NFL) se met en place en 1920 afin de mettre un terme à la gabegie qui règne alors dans le monde du football américain.
Le football américain reste longtemps cantonné aux seuls États-Unis où il devient le sport numéro un, devant le baseball, dès les années 1970. Exception notable, le Japon, influence américaine oblige, où se dispute un championnat universitaire depuis 1947. Le jeu est introduit en Europe avec l'arrivée des troupes américaines dans la première guerre mondiale en 1917, et notamment en France avec la création d'un premier championnat de France entre les différents régiments américains présents, remporté en 1918 par l'équipe de la base navale de Pauillac en Gironde.
Néanmoins, il ne connaîtra pas de succès populaire hors du sol américain avant la fin des années 1970 et le début des années 1980. Une fédération internationale de football américain est créée en 1998.

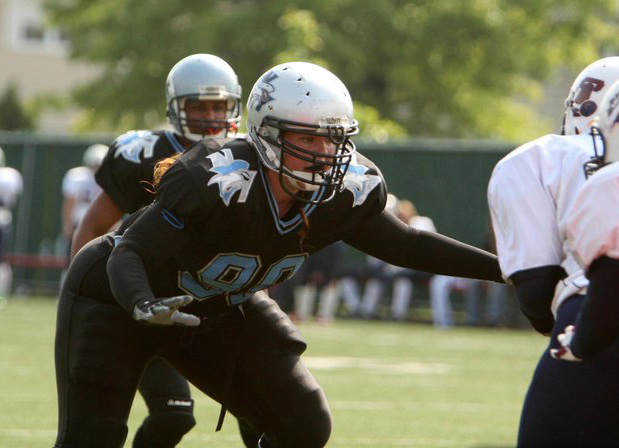
Joueuses de football américain.

Bien qu'il ne semble pas y avoir de filiation entre les deux sports, la forme moderne du football américain est très proche du rugby à XIII. En effet, la règle des quatre downs est équivalente aux cinq tenus ou tombés, termes qui traduisent exactement down du rugby à XIII. La seule différence fondamentale est que le quarterback, l'homologue du « demi de tenu » en rugby à XIII, est autorisé à effectuer une passe en avant. Enfin, le quarterback n'est pas le seul joueur autorisé à faire une passe vers l'avant : tout joueur pouvant recevoir une passe, peut également en faire une.
La plupart des ligues féminines de football américain jouent avec les mêmes règles que celles suivies par les joueurs masculins, à une exception près : les ligues des femmes utilisent un ballon plus petit, adapté à des mains plus petites. Il existe par ailleurs un dérivé du football américain, le flag football, réputé comme plus facile d'accès aux femmes, le contact physique y étant moins important.

## Le jeu
Les règles telles qu'elles sont présentées ici correspondent à celles du championnat professionnel américain (NFL). Elles diffèrent parfois sensiblement suivant les compétitions. En Europe, le football américain se pratique ainsi en s'inspirant plutôt des règles en vigueur dans le championnat universitaire américain de la NCAA.

### Terrain

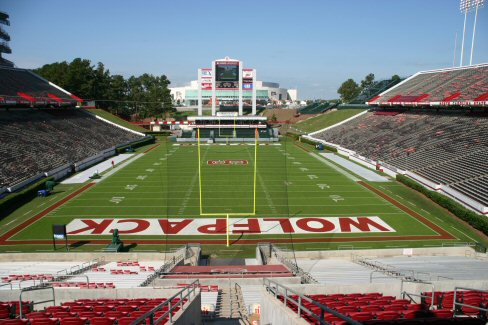
Photographie du Carter-Finley Stadium où on aperçoit la zone d'en-but colorée et les poteaux en forme de Y.

Le terrain mesure au total 120 yards (110 m) de longueur sur 53,33 yards (48,8 m) de largeur. Les règles américaines de la National Football League précisent les dimensions en pied : 360 pieds par 160.
À chaque extrémité du terrain, on trouve la zone d'en-but appelée end zone et, au fond de celle-ci, les poteaux entre lesquels le ballon doit passer pour le botté de transformation après un touchdown ou le botté de placement, field goal. La zone d'en-but mesure 10 yards (9,144 m) de longueur après la ligne d'en-but et ce, sur toute la largeur du terrain. Il est courant de voir les zones d'en-but peintes aux couleurs de l'équipe jouant à domicile.
Le terrain est divisé en portions de 5 yards (4,6 m) représentées par des traits de peinture blanche pour mieux visualiser les distances parcourues. Tous les 10 yards (9,1 m), et jusqu'au centre du terrain, la distance séparant la ligne de l'en-but est marquée en police blanche.
Au centre du terrain et à chaque yards, deux traits hachurés appelés hashmarks sont disposés. Ces hashmarks, distants de 5,6 m, délimitent la largeur maximale autorisée pour les mises en jeu afin d'éviter que ces dernières se déroulent trop près des lignes de touche.
Au fond de chaque zone d'en-but, un poteau jaune est dressé au milieu de la largeur du terrain. Ce poteau est complété par une barre horizontale située à 3,05 m de hauteur et elle-même complétée par deux poteaux verticaux distants de 5,6 m. Ces barres portant la hauteur totale des poteaux à 9 m, au minimum. Contrairement au rugby où les poteaux forment un H, au football américain, les poteaux ont la forme d'un Y.

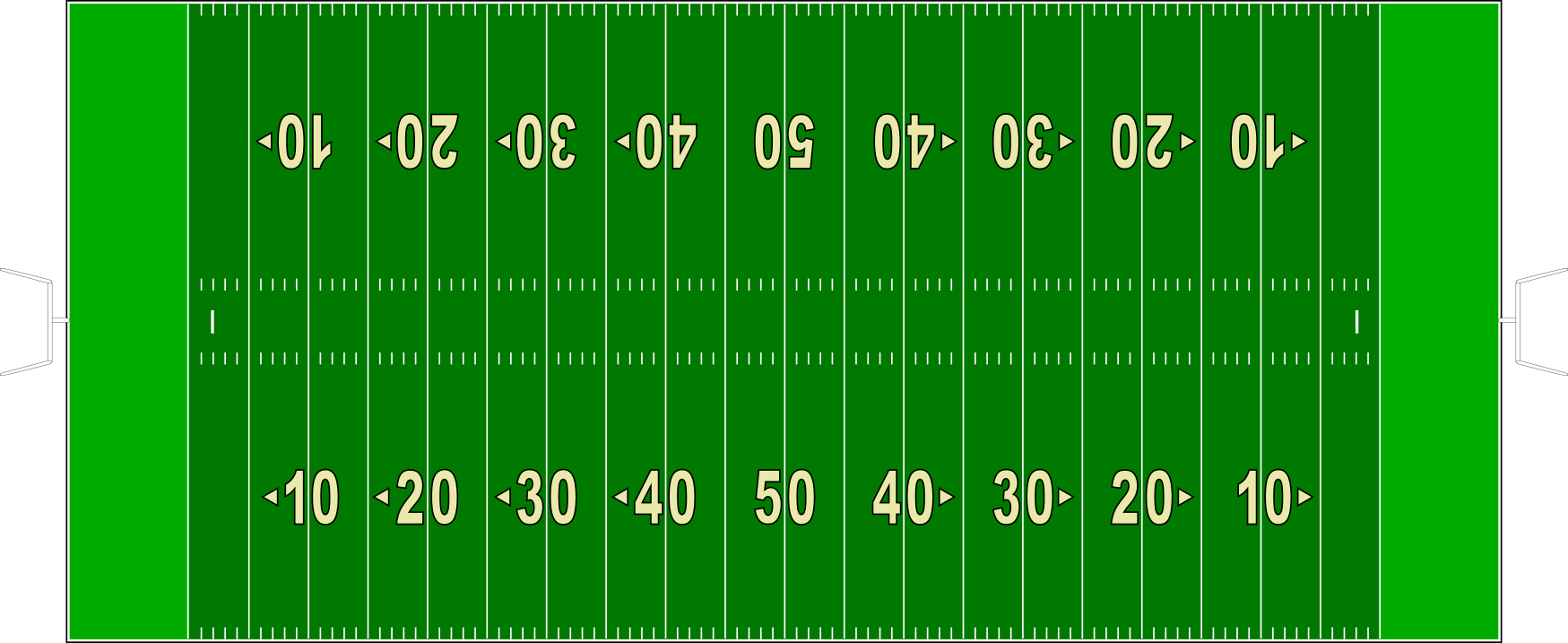
Schéma d'un terrain de football américain

### Catégorie
En France, il y a plusieurs catégories au football américain (citées dans l'ordre ci-dessous) :
- Les minimes (sans contact, pour les minimes et les plus jeunes, certains clubs proposent une « école de foot » pour leur permettre d'apprendre les règles et de se préparer à rentrer en cadet sans contact.) ;
- Les cadets (14-16 ans) ;
- Les juniors (16-19 ans) ;
- Les seniors (à partir de 20 ans)
- Et les vétérans (pas d'âge précis, le championnat de Vétérans n'existant pas, de nombreux clubs possèdent une équipe B pour permettre aux vétérans d'avoir du temps de jeu avec l'esprit de compétition en moins).

Pour le Canada, voir Catégories juvéniles au football canadien.

### Équipement

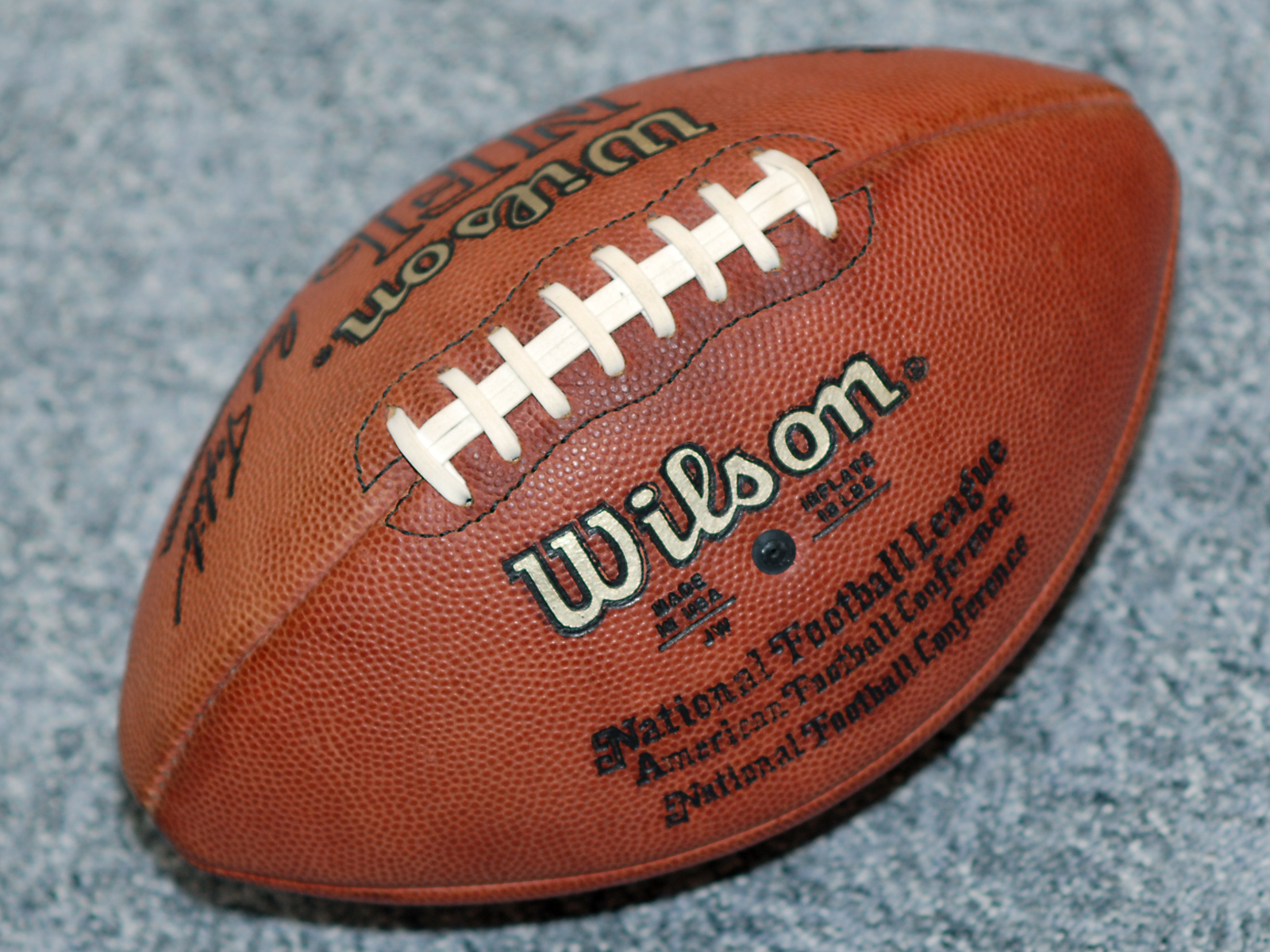
Ballon de football américain.

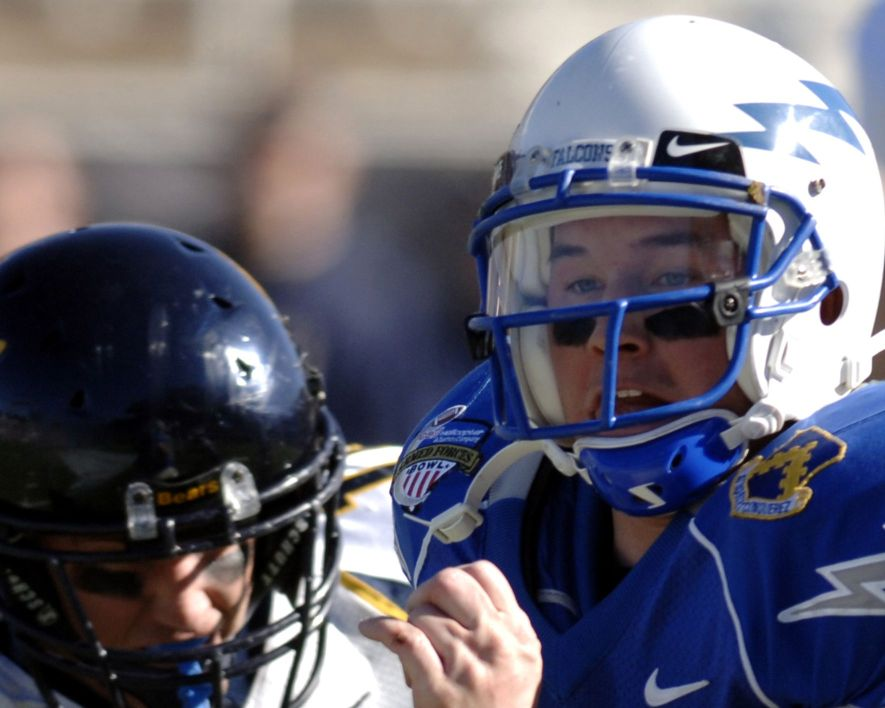
Joueurs de football américain portant du eye black.

La multiplication des accidents, souvent mortels à la fin du XIXe et au début du XXe siècle, poussent les autorités à rendre les protections obligatoires au niveau amateur. Chaque joueur porte aujourd'hui l'équipement de protection suivant :
- un casque muni de grilles (facemask),
- une épaulière (shoulder pad),
- un protège-dents (mouthpiece),
- des protections sur les cuisses, les hanches, le coccyx, ainsi que sur les genoux (optionnel chez les professionnels).

Le casque est l'élément le plus important et le plus lourd de l'équipement, il est composé d'une coque en plastique garnie de chambres à air et de pièces en mousse pour les bas de gamme et d'autres matières plus sécuritaires pour les haut de gamme. Le casque doit tenir parfaitement le crâne du joueur qui veille à le tenir serré grâce à la mentonnière et aux chambres à air. L'utilisation d'un protège-dents est obligatoire.
La grille du casque faite d'acier plastifié permet la protection du visage jusqu'au menton. Elle doit donc être solide tout en laissant un maximum de visibilité. Plus le poste d'un joueur est exposé aux chocs, plus sa grille sera protectrice. Les grilles des casques sont dès lors différentes selon le poste occupé. Ouvertes pour les quarterbacks et les receveurs qui ont besoin d'avoir une bonne vision du jeu, elles sont plus serrées pour les joueurs de ligne.
Certains joueurs portent des gants spécifiques à leur poste. Un joueur de ligne (lineman) aura ainsi des gants renforcés aux articulations et sur le dessus de la main tandis qu'un wide receiver aura des gants plus fins avec une meilleure adhérence pour mieux capter le ballon. De bonnes chaussures de football américain (à crampons moulés, vissés ou incrusté) équipent les joueurs. La marque Nike possède depuis 2012, l'ensemble des droits d'équipement précédemment détenu par Reebok.
Le ballon en cuir de vache est de forme ovale comme au rugby, mais légèrement plus petit (30 cm de long et 56 cm de circonférence) et plus léger (397  à   425 grammes), permettant au quarterback de le lancer très loin et rapidement à une seule main. La pression intérieure du ballon doit être de 0,86 à 0,93 atm. Il comprend un lacet. Celui-ci permet une meilleure prise en main par le quarterback pour lui imprimer un mouvement rotatif qui stabilise et allonge sa trajectoire. Il est également appelé pig skin, littéralement « peau de cochon », en référence à la matière dont il était fait à l'origine.
Enfin, certains joueurs portent du eye black, une graisse noire appliquée sous les yeux pour réduire l'éblouissement du soleil ou des projecteurs.

### Déroulement du jeu

#### Durée
La partie dure 60 minutes effectives, pour environ 11 minutes de temps d'actions de jeu — mais près de trois heures et demi au total à cause des interruptions — et comporte quatre quart temps de 15 minutes. Entre le premier et le deuxième quart temps, on procède juste à un changement de côté et on garde la même position relative pour le ballon. En revanche, entre les deuxième et troisième quart temps (première et seconde mi-temps), c'est le repos d'environ 13 minutes. Au début du troisième quart temps l'équipe qui a reçu l'engagement au premier quart temps engage à son tour. En cas d'égalité, une prolongation était jouée sur le mode de la « mort subite » jusqu'à la saison 2009-2010. Lors de la réunion annuelle de la NFL pendant l'intersaison de mars 2010, la règle est changée, notamment à la suite de la finale de conférence NFC des derniers playoffs qui vit les Saints battre les Vikings avec un field goal en prolongation. Désormais l'équipe qui a la possession en premier pendant la prolongation ne peut plus gagner sur un field goal. Une équipe commençant les prolongations avec la possession du ballon ne peut gagner le match sans possibilité de réplique qu'en inscrivant un touchdown. Si elle n'inscrit qu'un field goal, l'autre équipe prend le ballon à son tour et peut tenter d'égaliser par un field goal ou gagner en inscrivant un touchdown.

#### Phases de jeu
Un match de football américain se déroule en deux phases de jeu bien distinctes : l'attaque et la défense. Le changement entre les deux phases s'opère à plusieurs occasions détaillées plus bas.
Le jeu commence par un botté d'engagement ou kickoff. Ce coup de pied est utilisé en entame de chaque début de mi-temps (premier et troisième quart temps) ou pour reprendre le jeu après qu'une équipe a marqué des points. Il est, dans la plupart des cas, utilisé pour envoyer le ballon le plus loin possible dans le camp adverse. Un joueur de l'équipe adverse se doit de rattraper le ballon et de tenter d'avancer ballon en main. L'endroit où le joueur remontant le ballon sera plaqué déterminera le lieu où la phase d'attaque débutera pour son équipe (en football américain, le jeu s'arrête lorsque le porteur du ballon a un genou au sol, qu'il soit plaqué ou qu'il le fasse volontairement). Quand le ballon atterrit dans la zone de l'en-but de l'équipe qui va passer en attaque, le joueur qui reçoit le ballon peut soit décider de tenter de jouer le ballon, soit se mettre à genoux pour arrêter le jeu. La phase offensive commencera alors sur la ligne des 25 yards de l'équipe - on parle alors de touchback.

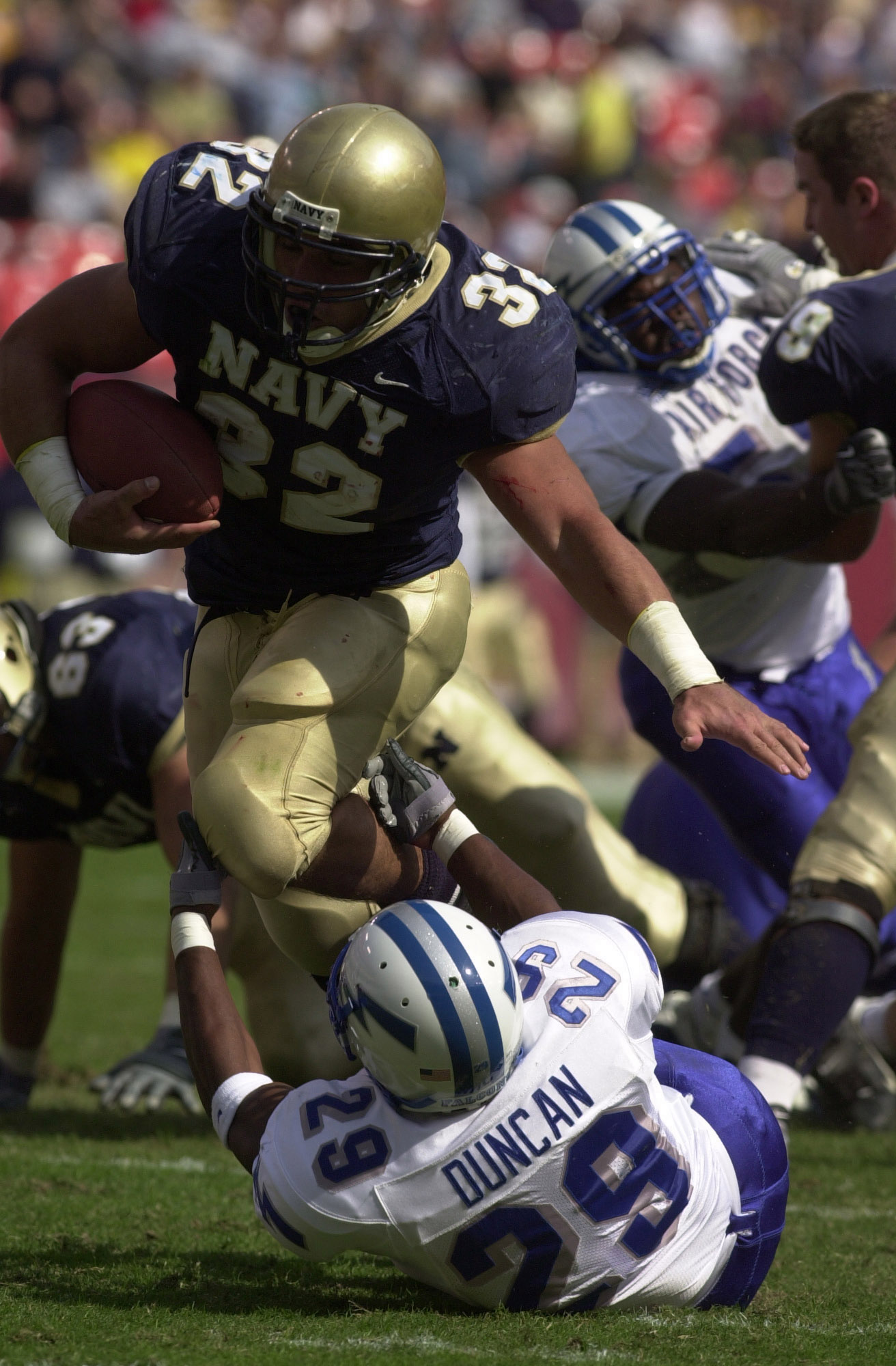
Un footballeur américain sur le terrain.

L'équipe possédant le ballon est en phase d'attaque et dispose de quatre essais pour parcourir une distance de 10 yards - aussi appelés verges au Canada, un yard fait environ 0,91 m - à partir de la ligne du début de la phase d'attaque dénommée line of scrimmage. L'équipe en attaque va alors progresser en gagnant 10 yards par 10 yards, on dit parfois que le football américain est un jeu de « gagne-terrain ». Si l'équipe en attaque recule elle devra regagner le terrain perdu, ainsi que les 10 yards classiques pour avoir une nouvelle série de quatre essais (downs).
Si, à l'issue des quatre tentatives, l'équipe n'a pas parcouru la distance des 10 yards (ou plus si elle avait reculé), la possession du ballon est donnée à l'adversaire. L'adversaire récupère alors le ballon à l'endroit où l'attaque s'est arrêtée : c'est un turnover. Pour éviter que l'équipe adverse ne récupère le ballon trop près de la zone d'en-but et se trouve donc dans une situation de marquer trop favorable, il est possible de taper un coup de pied afin de dégager le ballon. Ce coup de pied de dégagement est appelé punt (aussi appelé botté de dégagement au Canada). Il est généralement effectué lors de la quatrième tentative.
La phase d'attaque débute avec le ballon tenu par le centre de la ligne offensive qui le passe entre ses jambes au quarterback. Deux moyens de progression se présentent alors aux joueurs de l'équipe offensive :
- la course : Le ballon est passé directement de la main à la main par le quarterback aussi appelé le quart-arrière au Canada à un autre joueur appelé running back (demi au Canada). Celui-ci doit alors courir avec le ballon en évitant les défenseurs adverses. Il existe de nombreuses variantes de ce type d'attaque : le quarterback peut par exemple courir avec le ballon sans faire de passe. Dans certaines formations (Wildcat), le ballon peut être transmis directement vers le running back sans passer via le quarterback.
- la passe en avant : Il ne peut pas y avoir plus d'une seule passe en avant effectuée lors d'une phase de jeu. C'est généralement le quarterback qui lance cette passe à un de ses receveurs (ou autres joueurs éligibles à recevoir une passe) qui se sera, au préalable, déplacé sur le terrain en suivant une trajectoire bien déterminée. Cette trajectoire, connue à l'avance des deux joueurs, permet, outre la synchronisation entre passeur et receveur, de déstabiliser la défense en utilisant des trajectoires atypiques. Une fois le ballon attrapé par le receveur, celui-ci peut continuer à courir ballon en main. Pour qu'une passe soit valide, le ballon doit être attrapé sans que le ballon ne touche le sol par un joueur ayant ses deux pieds à l'intérieur des limites du terrain (un seul pied en NCAA). Si ce n'est pas le cas, la passe est dite « incomplète » et l'essai (down) s'achève, le jeu reprenant par une nouvelle tentative, au même endroit que précédemment.

En phase de défense plusieurs méthodes peuvent être employées pour stopper la progression du ballon :
- Le plaquage (tackle en anglais): Le but du plaquage est de mettre au sol le porteur du ballon. Le jeu s'arrête dès que le porteur du ballon a un genou au sol, la prochaine tentative d'attaque débutant à l'endroit où le joueur a été plaqué. Seul un joueur porteur du ballon peut être plaqué. Un plaquage effectué sur le quarterback est appelé un sack. Si un plaquage est effectué dans la zone d'en-but, il rapporte 2 points à l'équipe défensive. Cette action s'appelle un safety.
Si le ballon est relâché par le joueur plaqué avant d'avoir un genou au sol, le ballon peut être récupéré par l'une des deux équipes. Cet événement particulier est appelé un fumble et peut donner lieu à un renversement (turnover en anglais) si la défense récupère le ballon. Le défenseur ayant récupéré le ballon peut progresser ballon en main jusqu'à ce qu'il soit plaqué, qu'il sorte du terrain, voire qu'il inscrive un touchdown. Dans les deux premiers cas, son équipe débutera sa phase d'attaque à l'endroit où le plaquage ou la sortie de terrain a eu lieu. Si un joueur est plaqué à l'intérieur du terrain (ou pose un genou au sol), le chronomètre continue tandis que s'il sort ou s'il est poussé en touche, le chronomètre s'arrête.
- L'interception : elle a lieu lorsqu'un défenseur intercepte une passe destinée à un receveur, le défenseur attrapant le ballon destiné à l'attaquant. Le défenseur ayant réalisé l'interception peut progresser ballon en main jusqu'à ce qu'il soit arrêté ou sorti du terrain. Son équipe débutera alors sa phase d'attaque à l'endroit de cet arrêt ou de la sortie du terrain.

### Marquer des points
- Touchdown (6 points)

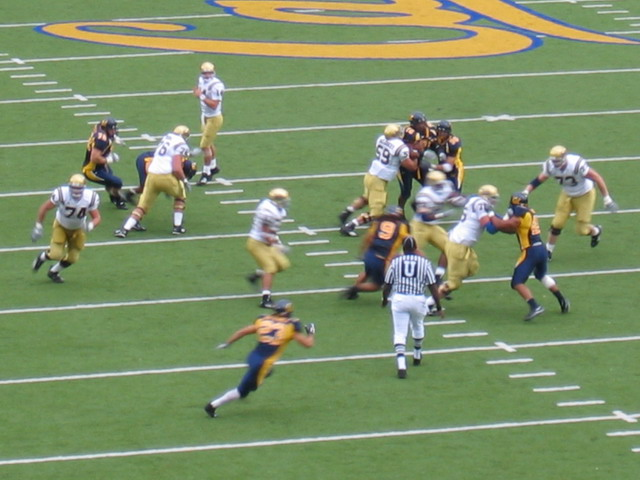
L’université de Californie à Los Angeles (UCLA) contre l’université de Californie à Berkeley (Cal).

Il a lieu lorsqu'un joueur est en possession du ballon à l'intérieur de la zone d'en-but de l'équipe adverse. Il suffit qu'une partie du ballon traverse une ligne imaginaire au-dessus de la ligne d'en-but pour que le touchdown soit validé sur un jeu de course ou qu'un joueur reçoive le ballon dans la zone avec l'un des deux pieds ou les deux pieds au sol (selon le championnat).
Lorsque la défense intercepte le ballon et inscrit un touchdown sur la même action, celui-ci est dénommé pick 6.
- Try for extra point (1 ou 2 points)

Un touchdown donne lieu à une tentative de transformation, appelée try, extra-point attempt ou plus communément PAT (abréviation de Point After Touchdown) et peut être effectuée de deux manières :
- L’ extra point (1 point)  consiste à botter le ballon entre les deux poteaux, à la manière d'un field goal. Le ballon est placé sur la ligne des 15 yards depuis 2015 ;
- La two-point conversion (2 points) consiste à inscrire un nouveau touchdown sur une possession unique consécutive à un premier touchdown. Cette tentative est jouée sur la ligne des 2 yards de la ligne d'en-but (en NFL) ou sur la ligne des 3 yards dans les autres championnats. Le taux de succès de la two-point conversion étant proche des 40 % en NFL et en ligue universitaire, ce type de transformation est bien plus risqué que l'extra point ; de ce fait, elle n'est généralement utilisée que dans des cas particuliers où marquer un seul point supplémentaire ne suffit pas ;
- Si l’attaque perd le ballon à la suite d'un coup de pied bloqué lors d'une tentative d'extra point ou à la suite d'une interception ou d'un fumble lors d'une tentative de two-point conversion, la défense peut marquer deux points en retournant le ballon dans la end-zone adverse ;

- Field goal (3 points).

Un coup de pied pour être validé doit passer entre les deux barres verticales du but. Si le coup de pied est raté, la possession du ballon est donnée à l'équipe adverse à l'endroit où le coup de pied a été frappé.
- Safety (2 points)

Un safety se produit dans la zone d'en-but de l'équipe se trouvant en possession du ballon. Il est accordé si le porteur du ballon est plaqué dans sa propre zone d'en-but ou sort des limites de celle-ci ou encore si une faute d'attaque est commise dans cette zone.

#### Fautes et pénalités
Au football américain, les pénalités sanctionnent les fautes commises sur le terrain avant, pendant ou après la phase de jeu. La sanction est une perte de yards avec 5 ou 10 yards ou plus de perdus et/ou une perte d’essai (down). Les pénalités sont signalées par des flags (mouchoirs) jaunes que l'un des sept arbitres (en NFL) jette par terre quand il voit une faute. L'arbitre principal, reconnaissable à sa casquette blanche, communique alors par gestes avec les joueurs et le public pour indiquer la nature de la faute et par conséquent le nombre de yards perdus.
Les fautes les plus courantes sont les départs anticipés, les contacts illégaux (dans le dos par exemple) — appelés aussi illegal blocks —, la saisie de la grille du casque — face mask — et l'interférence de passe — pass interference.

### Composition de l'équipe

Positions des joueurs avec une formation type.

Une équipe de football américain n'aligne que 11 joueurs sur le terrain lors de chaque phase de jeu, mais l'effectif total d'une franchise est considérablement plus grand. En NFL, le roster, terme désignant l'effectif, peut compter jusqu'à 55 joueurs un jour de match, bien que l'effectif principal soit limité à 53 joueurs. Les substitutions sont illimitées entre chaque action, permettant aux entraîneurs de varier la composition de leur équipe d'un jeu à l'autre. Toutefois, la défense ne peut procéder à des changements de joueurs (hors blessure) que si l'attaque adverse réalise elle-même au moins une substitution avant. 
Les équipes sont organisées en trois escouades, chacune adaptée à une phase précise du jeu : l'escouade défensive, l'escouade offensive et les unités spéciales. 
Ces escouades sont composées de joueurs différents, bien qu'il soit possible qu’un même joueur soit intégré au sein de plusieurs. Il reste très rare qu'un joueur de l'escouade offensive participe également aux phases défensives, et inversement. Les unités spéciales, quant à elles, sont principalement constituées de joueurs occupant des rôles secondaires au sein de l'attaque et de la défense.

#### L'escouade défensive
L'équipe mise en place en défense peut être divisée en trois rideaux principaux :
- Premier rideau : ce rideau est composé des joueurs de ligne défensive. Les defensive ends (D-end), ou ailiers défensifs, et les defensive tackles (D-T), ou plaqueurs défensifs. Ce rideau a pour double objectif de stopper les courses et d'empêcher le quarterback de passer le ballon.
- Deuxième rideau : le rôle de ce rideau de défense, évoluant entre les lignes de défense longue et courte, est mixte. Les joueurs de cette ligne appelés linebackers, ou seconders, doivent en effet suppléer la première ligne en stoppant les courses et la troisième ligne en intervenant sur les passes.
- Troisième rideau : les arrières défensifs, ou defensive backs. Leur rôle est de contrecarrer le jeu de passe de l'adversaire. Les joueurs faisant partie de ce rideau sont des cornerbacks, ou demis de coin, et des safeties, ou maraudeurs, ces derniers faisant office d'ultimes défenseurs.

#### L'escouade offensive
L'attaque d'une équipe est composée :
- d'un quarterback (QB), appelé aussi « quart-arrière » au Canada. Il dirige l'attaque et transmets les jeux (huddle). C'est le premier joueur à toucher au ballon, après le centre. Il doit avoir une bonne vision du jeu, un excellent leadership ainsi qu'un calme et un sang-froid à toute épreuve. Le quarterback n'est pas le seul joueur autorisé à faire une passe en avant : tous les joueurs peuvent le faire, sauf le centre, tant qu'ils ne franchissent pas la ligne d'engagement ;
- de running backs ou porteurs de ballon. Rapides et puissants, leur but est de franchir le rideau défensif adverse. Il existe deux postes de running backs : l'halfback (HB) ou demi-arrière, très rapide, et le fullback (FB) plus puissant mais moins rapide en règle générale que le halfback, il est également utilisé comme nettoyeur de la défense devant le halfback ;
- de  wide receivers (WR) ou ailiers éloignés aussi appelé receveurs. Ils doivent être très rapides, agiles et adroits afin de recevoir les longues passes du quarterback et parcourir un maximum de distance ballon en main ; on parle alors de yards after catch ;
- de  tight ends (TE) ou ailiers rapprochés. Joueurs grands, puissants et rapides, ils sont très polyvalents et peuvent se muer en receveur comme en bloqueur ;
- de cinq offensive lineman (OL) ou hommes de ligne offensive. Ce sont des travailleurs de l'ombre imposants qui d'une part protègent le quarterback des défenseurs qui pourraient le menacer et qui d'autre part ouvrent des brèches dans la défense pour les porteurs de ballon. L'un d'entre eux, le centre, a pour fonction supplémentaire de transmettre le ballon au quarterback au début de chaque phase de jeu - on parle de snap. La ligne offensive est assujettie à des règles particulières qui restreignent leur placement, leur numérotation, ainsi que la possibilité pour eux de réceptionner une passe avant. Il leur est interdit de recevoir le ballon. Ce sont des joueurs capitaux pour le bon fonctionnement d'une attaque, mais ils sont généralement méconnus du public. Cette ligne est composée du centre, des offensive tackles et des offensive guards.

#### Les unités spéciales

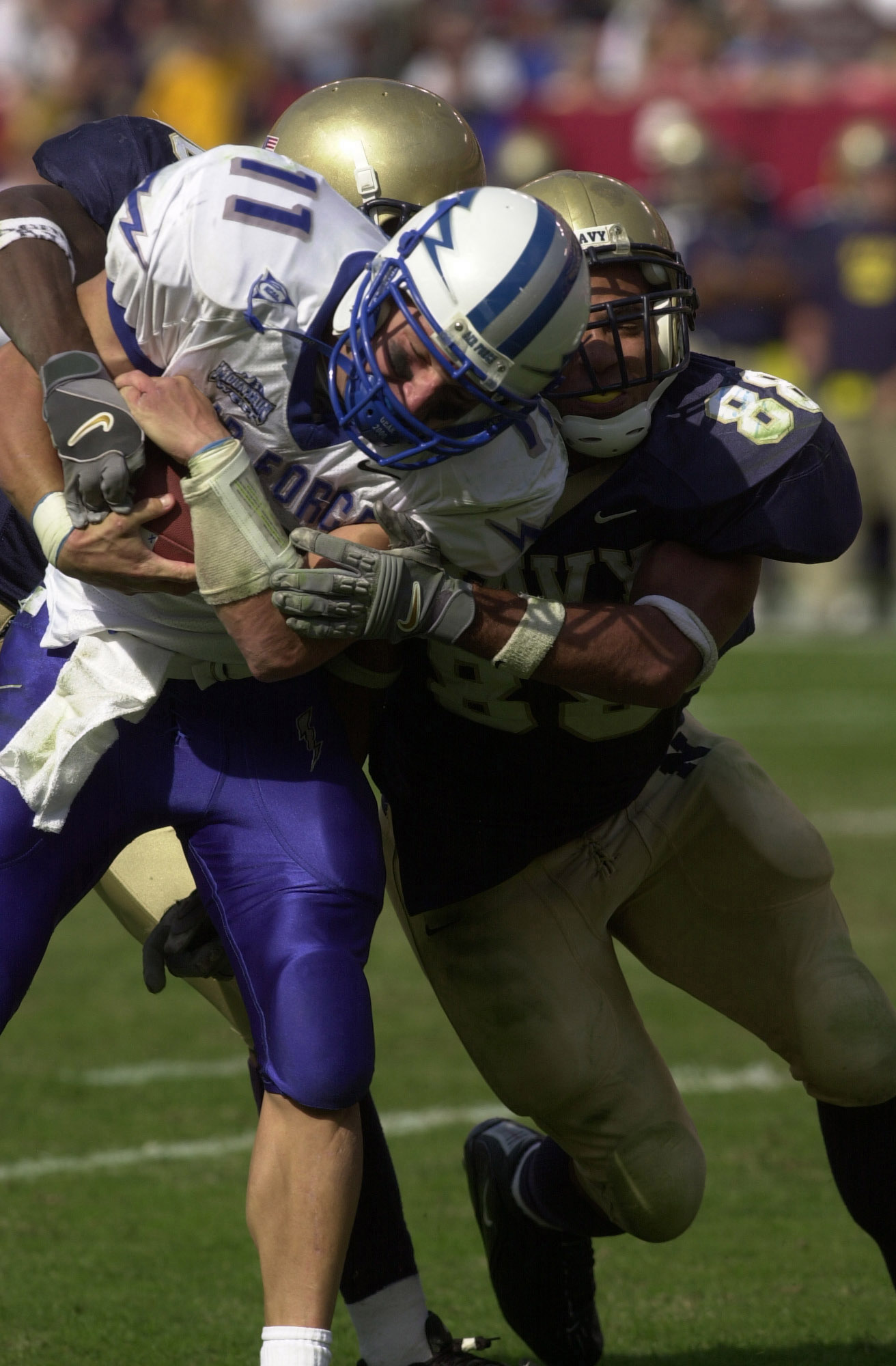
Chance Harridge, quarterback de l'Air Force Academy (senior) pris par le linebacker David Mahoney

Les unités entrent en jeu à l'occasion de situations bien spécifiques aussi bien en attaque qu'en défense. Il existe des formations différentes pour effectuer les bottés d'engagement (kick offs), de dégagements (punts) ainsi que les placements (bottés de trois points, ou field goals). Certains joueurs ultra spécialisés n'entrent sur le terrain que pour ces phases de jeu. Il s'agit notamment du punter qui effectue les bottés de dégagement, du kicker, spécialisé dans les coups de pied placés (transformations et field goals) et du long snapper, qui remplace le centre dans certaines de ces phases de jeu. Une special team défensive est aussi mise en place à l'occasion de chacune de ces situations. Elles agissent pour empêcher l'équipe adverse de marquer ou pour remonter le ballon le plus efficacement possible dans le cas d'un botté d'engagement ou de dégagement.

### Stratégies et tactiques
Le caractère extrêmement haché du jeu, le principe du gagne-terrain et les remplacements illimités ont conduit, au fil des années, les entraîneurs à développer des schémas tactiques (en) d'une grande sophistication. Les développements de l'analyse vidéo et de l'informatique ont accentué ce phénomène. Le football américain est souvent comparé à une forme de jeu d'échecs dont les pièces seraient vivantes, et bien des subtilités échappent au spectateur même averti.

#### Philosophies stratégiques
Pour construire ce qu'ils appellent leur « système », les entraîneurs sont amenés à faire des choix sur leurs priorités offensives, défensives et sur les équipes spéciales. Faut-il privilégier la possession du ballon, ou jouer avec la position sur le terrain ? En attaque, utilisera-t-on le jeu de passe avant pour libérer ensuite des espaces pour la course, ou au contraire le jeu sera-t-il basé sur des jeux au sol avec de temps en temps des feintes menant à des passes avant (play action) ? En défense, on peut choisir un système risqué mais pouvant rapporter gros consistant à envoyer des défenseurs supplémentaires mettre la pression sur le quarterback (blitz), ou bien on peut décider de laisser l'adversaire gagner du terrain petit à petit sans en concéder de larges portions, en comptant sur le fait qu'il finira par faire une erreur (« Le roseau plie mais ne rompt pas »). Enfin des choix s'imposent aussi quant aux unités spéciales. Quand faut-il dégager en 4e tentative, quand faut-il tenter le tout pour le tout ?

#### Formations offensives
La règle du football américain impose que sept joueurs au minimum soient positionnés juste derrière la ligne de scrimmage. Les autres doivent être en retrait d'au moins une verge (1 yard), positionnés dans l'arrière-champ. Ce n'est pas sans conséquences tactiques car seuls ces derniers ainsi que les joueurs situés aux extrémités de la ligne sont autorisés à réceptionner une passe avant.
Suivant le système de jeu offensif, l'entraîneur positionnera donc les joueurs afin d'optimiser le résultat.

#### Tactiques de jeu en attaque

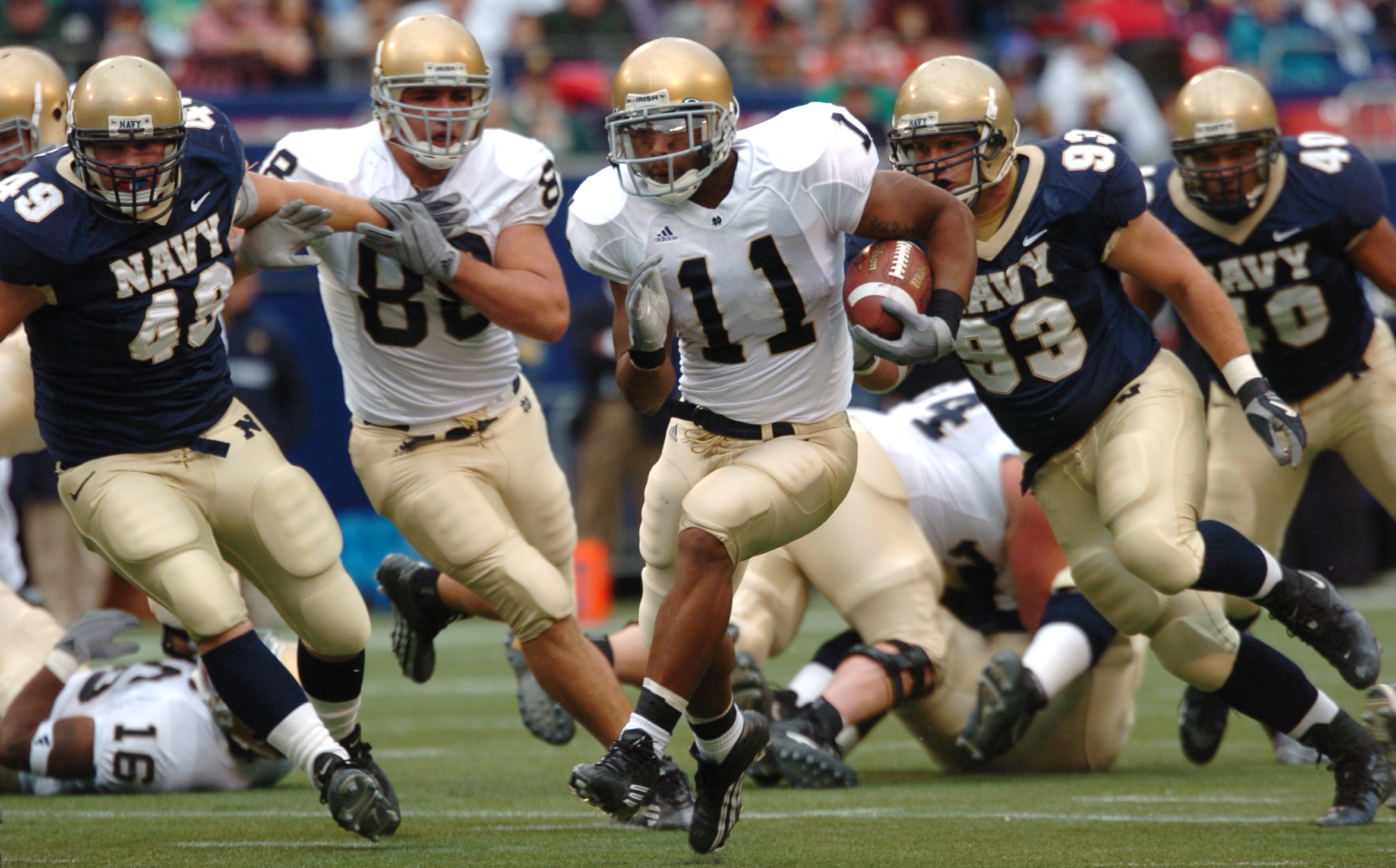
Marcus Wilson, running back de Notre Dame, court pour gagner des yards, pourchassé par trois défenseurs des Naval Academy Midshipmen (Giants Stadium, East Rutherford, New Jersey)

On distingue grossièrement trois façons de faire avancer le ballon au sol (jeu de course) :en puissance (en utilisant la force des porteurs de ballon et de la ligne offensive), en rapidité (en jouant si rapidement que le second rideau n'a pas le temps de réagir) ou en finesse (en cachant le ballon, en multipliant les feintes).
De la même façon, il existe plusieurs types de passes avant : le plus classique est le drop back qui voit le quarterback reculer de quelques pas en regardant devant lui (il lit la défense) avant de s'arrêter et de lancer sa passe. Les hommes de ligne forment alors une poche pour le protéger. Le quarterback peut aussi partir directement vers l'extérieur (roll out), il devient plus menaçant pour la défense puisqu'il peut décider de passer ou de courir lui-même. Cette tactique de jeu est particulièrement efficace quand elle est combinée avec une feinte de course à l'opposé (bootleg). Les inconvénients pour l'attaque sont que la précision du quarterback est moindre puisqu'il court, il est plus exposé à la défense, et il ne peut plus jouer sur l'intégralité du terrain car une passe « en travers du terrain » serait hasardeuse.
Enfin, une autre catégorie de passes est particulièrement efficace contre les défenses agressives, il s'agit de la screen pass. Dans ce type de passe, le quarterback recule exagérément tandis que la ligne offensive laisse pénétrer les défenseurs et se place devant un receveur ou un porteur de ballon qui se sera démarqué. Juste avant de subir un sack, le quarterback passe le ballon au receveur qui dispose d'un véritable écran (screen) de protection pour progresser.

#### Codage des formations
Le choix des tactiques est dicté au quarterback par l'entraîneur. Ensuite lors du huddle c’est-à-dire le rassemblement des joueurs avant la séquence de jeu, celui-ci donne le nom de code correspondant à la tactique à exécuter. Lors du décompte, le quarterback peut encore changer la tactique en criant un nouveau nom de code (Audible). Chaque nom de code correspond à une combinaison travaillée à l'entraînement par les joueurs. Toutes les formations (en) sont enregistrés dans un playbook.

#### Formations défensives

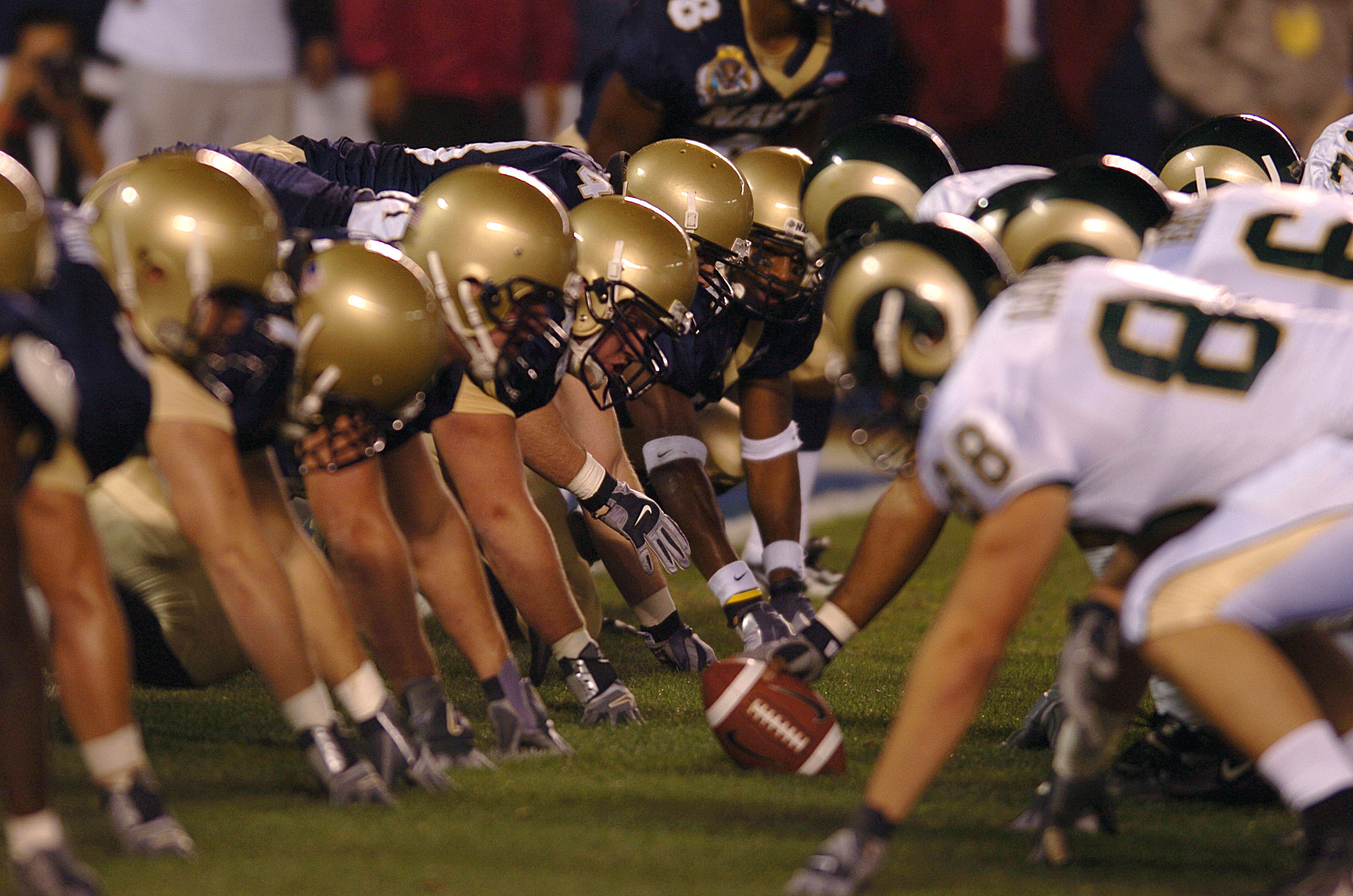
Les U.S. Naval Academy Midshipmen en position défensive dans un match contre les Colorado State Rams

Le placement en défense est libre. Les formations défensives les plus courantes en NFL sont la 43 (4 hommes de ligne, 3 linebackers et 4 arrières) et la 34 (3 hommes de ligne, 4 linebackers et 4 arrières). En raison de grand nombre de passes avant tentées dans ce championnat, on remplace fréquemment des joueurs du premier et deuxième rideau par un (nickel) voire deux (dime) arrières défensifs supplémentaires.

#### Tactiques de jeu en défense
Parmi les choix tactiques que doit faire l'entraîneur de la défense, il y a celui du mode de couverture de passe : zone ou individuelle. La défense de zone est moins susceptible de concéder de larges portions de terrain d'un seul coup. Elle donne de plus grandes chances aux arrières défensifs d'intercepter le ballon, mais elle nécessite des défenseurs intelligents et disciplinés. La défense individuelle requiert des joueurs plus athlétiques, elle génère moins d'interceptions mais plus de passes incomplètes. Elle offre aussi davantage de possibilités quant à envoyer des défenseurs blitzer.
Plusieurs jeux sont possibles en défense comme le flex, le standard, le pass defense, etc.

#### Gestion du chronomètre
Le chronomètre s'arrête quand une passe est incomplète, que le porteur du ballon sort du terrain, après un temps mort, une faute, etc. et il continue quand un joueur est plaqué. Ceci ajoute une dimension passionnante au football : une équipe qui mène au score et qui a le ballon en sa possession a intérêt à jouer la montre, et utiliser les 40 secondes disponibles avant chaque mise en jeu pour faire perdre du temps. Dans ces conditions, le match peut donc être terminé 2 minutes avant la fin officielle si l'adversaire n'a plus de temps morts : le quarterback se contentera de mettre un genou au sol (même conséquence qu'un plaquage donc pas d'arrêt du chronomètre) et ce pour ses quatre essais.
De la même façon, une équipe en possession du ballon, menée au score en fin de match, multipliera les passes, et ses porteurs de ballon feront tout pour sortir en touche afin de stopper le chronomètre. Un quarterback pourra même jeter le ballon au sol volontairement, sacrifiant une tentative (spike).

## Qualités physiques

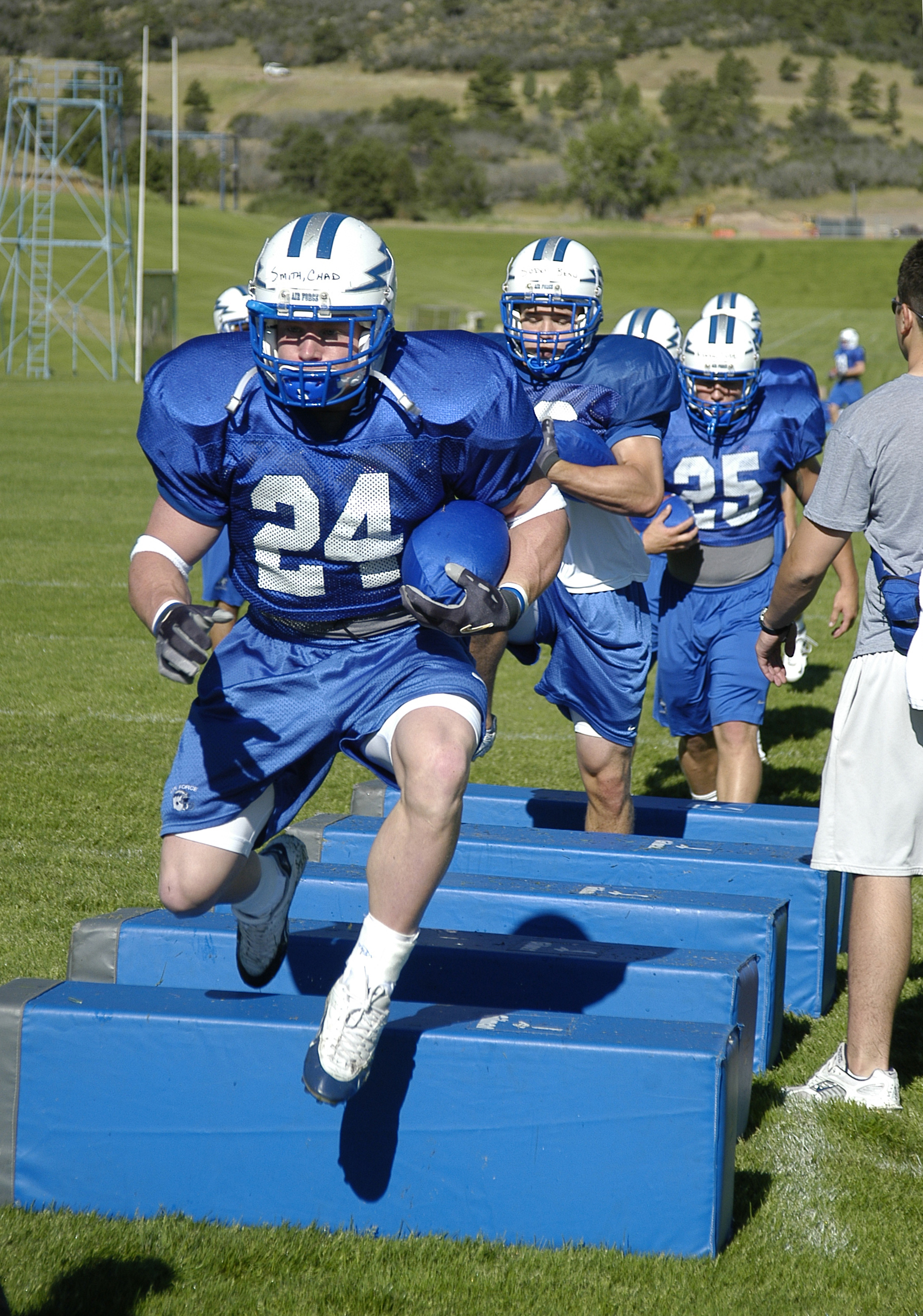
À l'entraînement

Le football américain est un sport assez peu diversifié en ce qui concerne les types de joueurs : ce sport privilégie surtout les joueurs grands, puissants et très rapides, et exclut de fait la majorité de la population. Il faut aussi des joueurs extrêmement imposants pour former les lignes, et des joueurs grands et agiles pour les running back et wide receiver. Le quarterback nécessite une agilité et une vision du jeu avant tout, mais il doit être aussi solide pour éviter les blessures. Ainsi, un joueur de NFL mesure en moyenne 187 cm et pèse 112 kg, contre 175 cm et 82 kg pour un américain moyen.
En NFL, les joueurs sont d'authentiques athlètes : la majorité des receveurs sont de grands sprinteurs dont certains d'entre eux frôlent les 10 secondes au 100 mètres. Ils sont capables de parcourir 60 yards de terrain en quelques secondes (avec l'équipement), de tourner la tête et de capter des ballons lancés en missile, puis de résister au plaquage des défenseurs.
Il faut toutefois préciser que ce sport, tel qu'il est pratiqué aux États-Unis au niveau professionnel, est souvent cité comme un des plus touchés par le dopage ; c'est ainsi que l'on explique que l'espérance de vie d'un joueur professionnel de football américain ne dépassait pas 55 ans dans les années 1990.

## Entraîneurs et personnel
Au football américain, le rôle des entraîneurs est très important. On dénombre pas moins d'une vingtaine de personnes uniquement dans l'encadrement sportif. Ainsi, il y a un entraîneur différent pour presque chaque position, auquel on ajoute un entraîneur chargé de la condition physique, de l'analyse vidéo et de nombreux assistants. En effet, l'effectif total d'une équipe pro NFL peut compter jusqu'à 70 joueurs : 53 joueurs actifs, plus l'équipe d'entraînement (practice squad), 10 autres athlètes (réservistes) et la liste des blessés. Il faut encore ajouter le personnel médical et administratif.
Cependant on peut mettre en avant quelques postes importants :
- Head Coach (entraîneur principal) : il est chargé des tactiques, du cahier de jeu (playbook) de l'équipe et de la gestion des autres entraîneurs. C'est son rôle aussi de demander l'arbitrage vidéo (en NFL) lors d'actions litigieuses auprès des arbitres en lançant un mouchoir rouge (red flag) ;
- Assistant Head Coach (assistant de l'entraîneur principal) : il est chargé d'épauler l'entraîneur principal dans toutes ses démarches. Il cumule souvent avec un autre poste comme Defensive Coordinator, Offensive Coordinator ou Special Teams Coordinator ;
- Defensive Coordinator (coordinateur défensif) : il est chargé de la gestion des joueurs défensifs. Son rôle est de définir les jeux de la défense et le plan de jeu du match et d'appeler des jeux durant la rencontre. Pour l'aider, il dispose de nombreux assistants spécialisés dans les postes de la défense ;
- Offensive Coordinator (coordinateur offensif) : il est chargé de la gestion des joueurs offensifs. Son rôle est de définir les jeux de l'attaque et le plan de jeu du match et d'appeler les jeux durant la rencontre. Pour l'aider il dispose de nombreux assistants spécialisés dans les postes de l'attaque. Il est courant que le coordinateur offensif soit dans les tribunes pendant les matchs, contrairement aux autres entraîneurs, qui sont au bord du terrain. La hauteur des tribunes permet une meilleure lecture du terrain et des positions des joueurs ;
- Special Teams Coordinator (coordinateur des unités spéciales) : il est chargé de la gestion des joueurs des équipes spéciales, essentiellement les coups d'envoi (kickoff), les punts, coup de pieds à trois points et transformations aussi bien en attaque qu'en défense. Pour l'aider, il dispose d'un assistant spécialisé dans les unités spéciales.

## Stades et ambiance

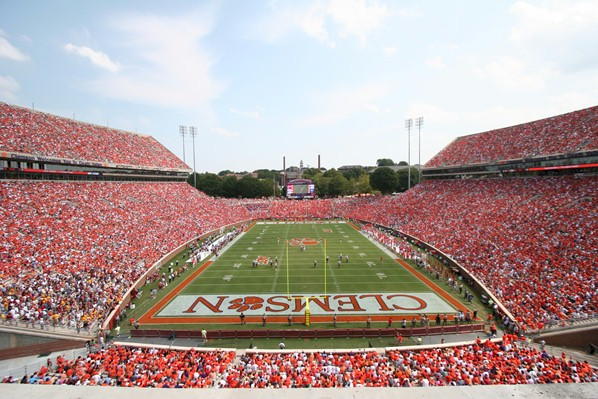
Clemson Memorial Stadium

Les stades utilisés aux États-Unis par les franchises professionnelles ou les équipes universitaires de football américain sont souvent d'immenses enceintes dont certaines comptent parmi les plus grandes au monde. En 2016, 38 073 667 spectateurs ont assisté aux 873 matchs concernant la Division I FBS, soit une moyenne de 43 612 spectateurs par match. Dans ce domaine, tous sports confondus au niveau mondial, seule la NFL fait mieux (69 487 en 2016) (voir : Liste des affluences sportives).
Aux États-Unis, même pour les matchs mineurs, on trouve des meneuses de claques ou pom-pom girls (cheerleaders) pour animer les tribunes. Ces dernières sont organisées en véritables équipes et mettent de l'ambiance avec des chants et des figures de gymnastique. Dans les stades universitaires, l'orchestre de l'université accompagne toujours son équipe.

## Popularité
Le sport est très populaire aux États-Unis avec 1,1 million de joueurs dans les high schools (équivalant aux lycées ou collèges en Europe) et près de 70 000 joueurs dans les universités, autant que le football-association l'est dans le reste du monde (250 millions de joueurs dans 200 pays). Dans le Sud profond et le Midwest des États-Unis, les gens parlent presque de « religion ». Cet engouement pour ce sport commence dès le plus jeune âge avec de nombreuses familles passionnées et les écoles qui ont elles aussi leurs équipes. Encore une fois, les joueurs sont sélectionnés en fonction de leur gabarit et de leurs aptitudes athlétiques et physiques.
Mais passée leur scolarité, et à l'exclusion évidemment des joueurs retenus dans les équipes professionnelles, peu d'Américains pratiquent ce sport dans leurs loisirs, situation à opposer, par exemple, à celle des Européens qui pratiquent le football (appelé soccer en Amérique du nord) dans différentes ligues amateurs ou « corpos » etc. Des formes simplifiées lui sont préférées.
La popularité du sport en Amérique du Nord a entraîné le développement de ligues sportives virtuelles où les joueurs endossent le rôle d'entraîneurs : les ligues fantasy. Le football américain est le sport qui compte le plus grand nombre de ligues fantasy.

## Compétitions

### Monde

#### Compétitions inter-nations
- Coupe du monde

Depuis 1999, une Coupe du monde est organisée par la Fédération internationale de football américain (aussi désignée par l’acronyme du nom anglais International Federation of American Football soit IFAF) tous les quatre ans. L’équipe du Japon a remporté les deux premières éditions en 1999 et 2003 mais les Japonais se sont inclinés sur leur sol en juillet 2007 pour la troisième édition.
| Année | Lieu(x)                              | Finaliste 1 | Score   | Finaliste 2 | Nombre d'équipes en phase finale |
| ----- | ------------------------------------ | ----------- | ------- | ----------- | -------------------------------- |
| 1999  | Palerme (Italie)                     | Japon       | 6 - 0   | Mexique     | 6                                |
| 2003  | Francfort-sur-le-Main (Allemagne)    | Japon       | 34 - 14 | Mexique     | 4                                |
| 2007  | Kawasaki (Japon)                     | Japon       | 20 - 23 | États-Unis  | 6                                |
| 2011  | Innsbruck, Graz et Vienne (Autriche) | États-Unis  | 50 - 07 | Canada      | 8                                |
| 2015  | Canton, Ohio (États-Unis)            | États-Unis  | 59 - 12 | Japon       | 7                                |

### Europe

#### Compétitions inter-nations
- Championnat d'Europe de football américain

Les équipes nationales européennes s'affrontent tous les deux ans depuis 1983 dans le championnat d'Europe de football américain.
- Championnat d'Europe junior de football américain

Les équipes nationales européennes junior, en catégorie moins de 19 ans, disputent tous les deux ans depuis 1992 (excepté 2010) le championnat d'Europe junior de football américain (- 19 ans).
- Championnat d'Europe de football américain féminin

#### Compétitions inter-clubs
- Eurobowl

L'Eurobowl est une coupe d'Europe de football américain mettant aux prises les différents champions nationaux du Vieux continent. Cette compétition se dispute pour la première fois sous forme de tournoi en août 1986 à Amsterdam.
- European Football League
- European League of Football
- Ligue des Champions Européenne de l'IFAF
- BNL

##### Compétitions inter-clubs disparues
- Euro Cup
- FED Cup
- EFAF Cup
- EFAF Atlantic Cup
- EFAF Challenge Cup
- NFL Europa

La National Football League organisait en Europe un championnat spécifique aux équipes européennes appelée NFL Europa. Elle servait également de ligue de développement pour des joueurs américains. Kurt Warner fit par exemple un passage remarqué en Europe avant de percer aux États-Unis.
La NFL Europa n'existe plus depuis 2007 à la suite d'une nouvelle stratégie de la ligue. En effet, malgré toutes les tentatives de la NFL, le football américain n'a jamais été assez populaire en Europe, et l'implantation de ce championnat a été un échec financier, la ligue perdant jusqu'à 30 millions de dollars par saison. Six franchises, cinq en Allemagne (Thunder de Berlin, Centurions de Cologne, Francfort Galaxy, Rhein Fire de Düsseldorf, Hambourg Sea Devils) et une aux Pays-Bas (Amsterdam Admirals) participaient à la dernière édition de cette compétition qui a impliqué pendant un certain temps des formations situées en Espagne (Dragons de Barcelone), en Écosse (Scottish Claymores) et en Angleterre (London Monarchs). La finale de ce championnat était appelée World Bowl.

### États-Unis

#### Niveau professionnel
- National Football League

La National Football League (désignée par l'acronyme NFL) également appelée Ligue nationale de football au Québec rassemble l'élite des professionnels depuis 1920. C'est la principale ligue professionnelle de football américain dans le monde. Les saisons NFL se terminent depuis 1967 par une finale appelée Super Bowl.
Depuis 2021, la saison régulière comporte désormais 17 matchs répartis sur 18 semaines consécutives. Elle est suivie d'une série éliminatoire (playoffs) se terminant par le Super Bowl.
- Série internationale de la NFL

La NFL organise alors des matchs de saison régulière délocalisés hors du territoire américain. La première rencontre de la série internationale se déroule ainsi le 28 octobre 2007 au stade de Wembley de Londres.
- United Football League (2024)

L'UFL est une ligue mineure professionnelle de football américain créée le 31 décembre 2023 à la suite de la fusion entre deux autres ligues mineures, la XFL et l'USFL avec notamment comme actionnaire l'acteur Dwayne Johnson.
- United States Football League

De 1983 à 1985, la United States Football League tenta de concurrencer le monopole de fait de la NFL. Ce fut un échec retentissant conclu par un procès condamnant la NFL à verser à l'USFL un dollar symbolique de dommage et intérêt. L'USFL hérita alors du sobriquet de la ligue à un dollar « One Dollar League ». Beaucoup d'autres ligues ont tenté de faire face à la NFL, jusqu'à aujourd'hui elles ont toutes échoué.
- United Football League

En 2009, une nouvelle fois une ligue (United Football League ou UFL) tente de concurrencer la NFL. La Ligue fait faillite après seulement quelques saisons.
- Alliance of American Football

L'Alliance of American Football est une ligue professionnelle dont la création a été annoncée en mars 2018. La première saison débute le 9 février 2019, une semaine après le Super Bowl LIII.
- Arena Football League

La Arena Football League (désignée par l'acronyme AFL) est une ligue mineure fondée en 1987. La ligue fait faillite en 2009, puis est refondée en 2010. Elle organise un championnat de football américain en salle aux États-Unis de janvier à juillet, pendant l'intersaison de la NFL. La particularité de cette ligue est d'utiliser un terrain deux fois plus petit (en salle) et le nombre de joueurs est de 8 au lieu de 11 par équipe sur un terrain.

#### Niveau universitaire
La National Collegiate Athletic Association (désignée par l'acronyme NCAA) organise un championnat universitaire de football américain aux États-Unis ; les « Bowls » de fin de saison font office de finales. Parmi les équipes les plus en vue dans ces compétitions de College Football, on peut citer les équipes suivantes : les Trojans de l''USC (possédant 8 ou 11 titres de championnat selon les versions), le Crimson Tide de l'Alabama (treize titres de champion), les Sooners de l'Oklahoma (huit fois champions), Hurricanes de Miami (cinq titres nationaux) ou Fighting Irish de Notre Dame (treize titres de champion).
Il existe d'autres organisations sportives universitaires de moindre importance parmi lesquelles la National Association of Intercollegiate Athletics (NAIA), ou encore National Junior College Athletic Association (NJCAA).

### Championnats nationaux
- Championnat d'Allemagne (depuis 1979)
- Championnat de Finlande (depuis 1980)
- Championnat d'Italie (depuis 1981)
- Championnat de France (depuis 1982)
- Championnat d'Autriche (depuis 1984)
- Championnat des Pays-Bas (depuis 1985)
- Championnat du Royaume-Uni (depuis 1985)
- Championnat de Suède (depuis 1985)
- Championnat de Suisse (depuis 1986)
- Championnat de Belgique (depuis 1987)
- Championnat de Japon (depuis 1987)
- Championnat d'Espagne (depuis 1995)
- Championnat de Serbie (depuis 2004)
- Championnat de Pologne (depuis 2006)
- Championnat de Corée du Sud (depuis 1996)

## Personnalités emblématiques du football américain
Outre Walter Camp qui fut décisif au début des années 1880 dans la genèse du jeu, George Halas, Curly Lambeau et Vince Lombardi furent importants dans l'approche du jeu.